# 南西部軍
南西部軍（Army of the Southwest）は南北戦争中の北軍の軍で、ミシシッピ川流域戦線で活動した。また、南西ミズーリ軍（Army of Southwest Missouri）の名前でも知られる。

## 歴史

### 南西部軍
1861年12月25日、南西ミズーリ小軍管区（District of Southwest Missouri）の野戦軍として、ミズーリ軍管区（Department of the Missouri）の部隊を抽出することにより南西部軍は設立された。初代の軍司令官はサミュエル・カーティス（Samuel Ryan Curtis）准将であったが、その後短期間に数人の司令官が就任した。
カーティスが軍司令官に就任した時点で南西部軍は3個師団から構成されており、師団長はフランツ・シーゲル准将、アレクサンダー・アスボス（Alexander Asboth）准将およびジェファーソン・デービス（Jefferson C. Davis）大佐であった。シーゲルは自身が軍を率いるべきと感じており、辞任をほのめかした。軍の兵士の半数以上がドイツからの移民であり、ドイツ人であるシーゲルの彼らに対する影響は大きかった。シーゲルをなだめる意味もあり、カーティスはシーゲルを軍の副司令官に任命すると共に、ほとんどがドイツ人で構成されていた第1師団と第2師団の総指揮を任せた。シーゲルに代わる第1師団長は、やはりドイツからの移民であるピーター・オスターハウス（Peter Joseph Osterhaus）大佐が任命された。アスボス（ハンガリー移民）は引き続き第2師団長を務めた。デービスの第3師団のみが、アメリカ生まれの（ほとんどが中西部の出身）兵士で構成されていた。カーティスは民族バランスをとるために、ユージン・カー（Eugene Asa Carr）大佐を師団長とする第4師団を編成した。
カーティスは南西部軍を率いてピーリッジの戦い（1862年3月7日-3月8日）に参戦、戦力に上回る南軍に勝利した。アーカンソー州ヘレナを占領後、南西部軍は一旦活動を停止し、各師団は他の軍へ配属されて戦争の残りの期間を戦った。
第1師団はフレデリック・スティール（Frederick Steele）に引き継がれ、短期間東アーカンソー小軍管区（District of Eastern Arkansas）に属した後、テネシー軍に配属（第13軍団第11師団）された。アスボスの第2師団とデービスの第3師団は、コリンスの包囲戦の間ミシシッピ軍に加わった。

### 南西ミズーリ軍
1862年12月3日、第4師団の大部分はジョン・デビッドソン（John Davidson）少将の南西ミズーリ軍として再編された。南西ミズーリ軍は2個師団編成で、ウィリアム・ベントン（William Plummer Benton）大佐とチェスター・ハーディング大佐（後にユージン・カーに交代）が師団長を務めた。しかし、独立した軍としての存在期間は短く、ビックスバーグ方面作戦に備えるためにテネシー軍に加えられ、カーが指揮する第14軍団の一部となった。

## 歴代司令官
- サミュエル・カーティス少将：1861年12月25日 – 1862年8月29日
- フレデリック・スティール少将：1862年8月29日 – 1862年10月7日
- ユージン・カー少将：1862年10月7日 – 1862年11月12日
- ウィリス・ゴーマン（Willis A. Gorman）少将：1862年11月12日 – 1862年12月3日。12月3日からは、東アーカンソー小軍管区司令も兼任

## 主な戦闘
- ピーリッジの戦い（カーティス）
- コットンプラントの戦い（Battle of Cotton Plant（カーティス）。第1師団のいくつかの部隊のみが参加
- ヘレナ占領（カーティス）

## ピーリッジの戦いの戦闘序列
南西部軍司令官：サミュエル・カーティス准将
|                                   | 師団                               | 旅団                                                                                                  |
| --------------------------------- | ---------------------------------- | --- |
| 第1/第2師団総指揮 Franz Sigel准将 | 第1師団 Peter Joseph Osterhaus大佐 | - 第1旅団（3個歩兵連隊） - 第2旅団（3個歩兵連隊） - 砲兵部隊（2個砲兵中隊）                           |
| 第1/第2師団総指揮 Franz Sigel准将 | 第2師団 Alexander Asboth准将       | - 第1旅団（2個歩兵連隊） - 独立部隊（3個歩兵連隊） - 砲兵部隊（2個砲兵中隊）                          |
| 独立師団                          | 第3師団 Jefferson C. Davis大佐     | - 第1旅団（3個歩兵連隊、1個砲兵中隊） - 第2旅団（2個歩兵連隊、1個砲兵中隊） - 独立部隊（1個騎兵連隊） |
| 独立師団                          | 第4師団 Eugene Asa Carr大佐        | - 第1旅団（3個歩兵連隊、1個砲兵中隊） - 第2旅団（2個歩兵連隊、1個砲兵中隊）                           |

## 参考資料
- Eicher, John H., and Eicher, David J., Civil War High Commands, Stanford University Press, 2001, ISBN 0-8047-3641-3.
- Shea, William L. and Hess, Earl J., Pea Ridge: Civil War Campaign in the West, The University of North Carolina Press, August 6, 1997, ISBN 0-8078-4669-4.
- Civil War Home article adapted from "Photographic History of the Civil War"